# دراغان أوبرادوفيتش
دراغان أوبرادوفيتش هو مجدف (وحمل سابقاً جنسية يوغوسلافيا)، ولد في 19 مارس 1957.

## وصلات خارجية
- دراغان أوبرادوفيتش على موقع الاتحاد الدولي للتجديف (الإنجليزية)
- دراغان أوبرادوفيتش على موقع اللجنة الأولمبية الدولية (الإنجليزية)
- دراغان أوبرادوفيتش على موقع أوليمبيديا (الإنجليزية)